# Чуйков, Василий Иванович
Васи́лий Ива́нович Чуйко́в (31 января [12 февраля] 1900, село Серебряные Пруды, Венёвский уезд, Тульская губерния, Российская империя — 18 марта 1982, Москва, РСФСР, СССР) — советский военачальник. Маршал Советского Союза (1955). Дважды Герой Советского Союза (1944, 1945).
Главнокомандующий Группой советских войск в Германии (1949—1953), Командующий Киевским военным округом (1953—1960), Главнокомандующий Сухопутными войсками СССР — заместитель Министра обороны СССР (1960—1964), Начальник войск гражданской обороны СССР (1961—1972). Член ЦК КПСС (1961—1982).
С 1942 по 1946 год — командующий 62-й армией (8-й гвардейской армией), особо отличившейся в Сталинградской битве.

## Биография
Родился 31 января (12 февраля по новому стилю) 1900 года в многодетной крестьянской семье в селе (ныне посёлке) Серебряные Пруды, Тульской губернии (ныне Московской области). Отец — Иван Ионович Чуйков (3.03.1865 — 27.06.1958), православного исповедания, крестьянин села Серебряные Пруды. Мать — Елизавета Фёдоровна Чуйкова (в девичестве Карякина, 5.09.1865 — 29.03.1958), православного исповедания, крестьянка села Широбоково.
Окончил четыре класса церковно-приходской школы (1907—1911) и в 12 лет поехал на заработки в Петроград, стал учеником в шпорной мастерской. В 1917 году служил юнгой отряда минёров в Кронштадте.

### Гражданская война
В РККА с апреля 1918 года, курсантом Первых Московских военно-инструкторских курсов, в июле 1918 года участвовал в подавлении мятежа левых эсеров в Москве. Во время Гражданской войны помощник командира стрелковой роты, с ноября 1918 года — помощник командира стрелкового полка. 4 мая 1919 года принят в члены РКП(б).
В мае 1919 года девятнадцатилетний Чуйков на поле боя заменил раненого командира и с этого дня до конца 1921 года командовал 43-м полком 5-й стрелковой дивизии (до 1919 года — 40-й полк 28-й стрелковой дивизии 2-й Армии). В июле 1919 года его полк вытеснил колчаковцев из д. Воздвиженка и с. Воскресенское и под д. Аллаки разбил полк белогвардейцев, занял д. Караболку и Куяш.
За время войны Василий Чуйков был ранен 4 раза: в мае 1919 года на Восточном фронте под Елабугой (деревня Мурзиха) — ранение в руку; в июле 1919 года на Восточном фронте у села Муслюмово (ныне в Кунашакском районе Челябинской области) — ранение в ногу; в мае 1920 года на Западном фронте под Лепелем — ранение в ногу; в сентябре 1920 года на Западном фронте под городом Остров — ранение разрывной пулей в плечо. Чуйков был награждён двумя орденами Красного Знамени, именными золотыми часами и золотым оружием.

### До Великой Отечественной войны

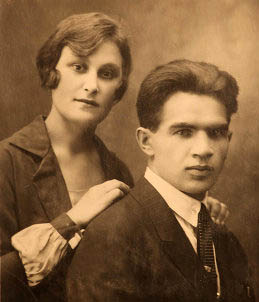
Василий Иванович и Валентина Петровна Чуйковы, 1926 год.

С июля 1921 по январь 1922 года — начальник боевого участка № 4, начальник гарнизона города Велиж Смоленской губернии, с января 1922 года вновь командир полка.
В 1925 году окончил Военную академию РККА имени М. В. Фрунзе, в 1927 году — Восточный факультет названной Академии. В 1926 году под прикрытием должности дипкурьера впервые побывал в Китае, посетил Харбин, Мукден, Дайрен, Тяньцзинь и Пекин.
В 1925 году встречает в родных Серебряных Прудах, куда приехал в отпуск, Валентину Павлову, которая становится его женой в 1926 году и с которой проживёт всю жизнь.
С ноября 1927 года — помощник начальника отдела в штабе Московского военного округа.
С января 1928 года — военный советник в Китае. С сентября 1929 года — начальник отдела штаба Особой Краснознамённой Дальневосточной армии В. К. Блюхера, участвовал в конфликте на КВЖД, в том числе в переговорах о капитуляции группировки китайских войск в городе Маньчжурия 20 ноября 1929 года. С августа 1932 года — начальник Курсов усовершенствования начсостава по разведке. Владел английским языком на определённом уровне.
Окончил академические курсы при Военной академии механизации и моторизации РККА имени И. В. Сталина в 1936 году. С декабря 1936 года — командир 4-й механизированной бригады (в/г Киселевичи, г. Бобруйск), с апреля 1938 — командир 5-го стрелкового корпуса, с июня 1938 года — командующий Бобруйской армейской группой в Белорусском военном округе. В сентябре 1939 года армейская группа была преобразована в 4-ю армию и Чуйков во главе её участвовал в Польском походе РККА.
7 октября 1938 года утверждён членом Военного совета при народном комиссаре обороны СССР.
В декабре 1939 года откомандирован на должность командующего 9-й армией, сражавшейся в Советско-финской войне 1939—1940 в северной Карелии. Сменил М. П. Духанова, отстранённого в связи с наметившимся поражением в сражении при Суомуссалми, в результате которого три финских полка окружили и разгромили две стрелковые дивизии РККА.
С марта по декабрь 1940 года — вновь командующий 4-й армией Западного особого военного округа.
С декабря 1940 по 1942 год В. И. Чуйков занимает должность военного атташе в Китае и главного военного советника главнокомандующего китайской армией Чан Кайши. В это время Китай вёл войну против японских агрессоров, которые смогли захватить центральные районы страны, Маньчжурию и ряд китайских городов. В этот период против японской армии был проведён целый ряд военных операций. При этом перед Чуйковым стояла труднейшая задача — необходимо было удержать в стране единый фронт в борьбе с японцами, в то время, когда в самом Китае велись боевые действия между войсками компартии Китая (Мао Цзэдун) и войсками гоминьдана (Чан Кайши), по сути — гражданская война. Благодаря В. И. Чуйкову удалось в столь сложной военно-политической обстановке переломить ситуацию в Китае, где начал создаваться мощный фронт, который защитил советские дальневосточные рубежи от агрессии Японии.
С началом Великой Отечественной войны неоднократно обращался к командованию с рапортом, в котором просил отозвать его из Китая и направить на фронт, в действующую армию.

### Великая Отечественная (1941—1945)

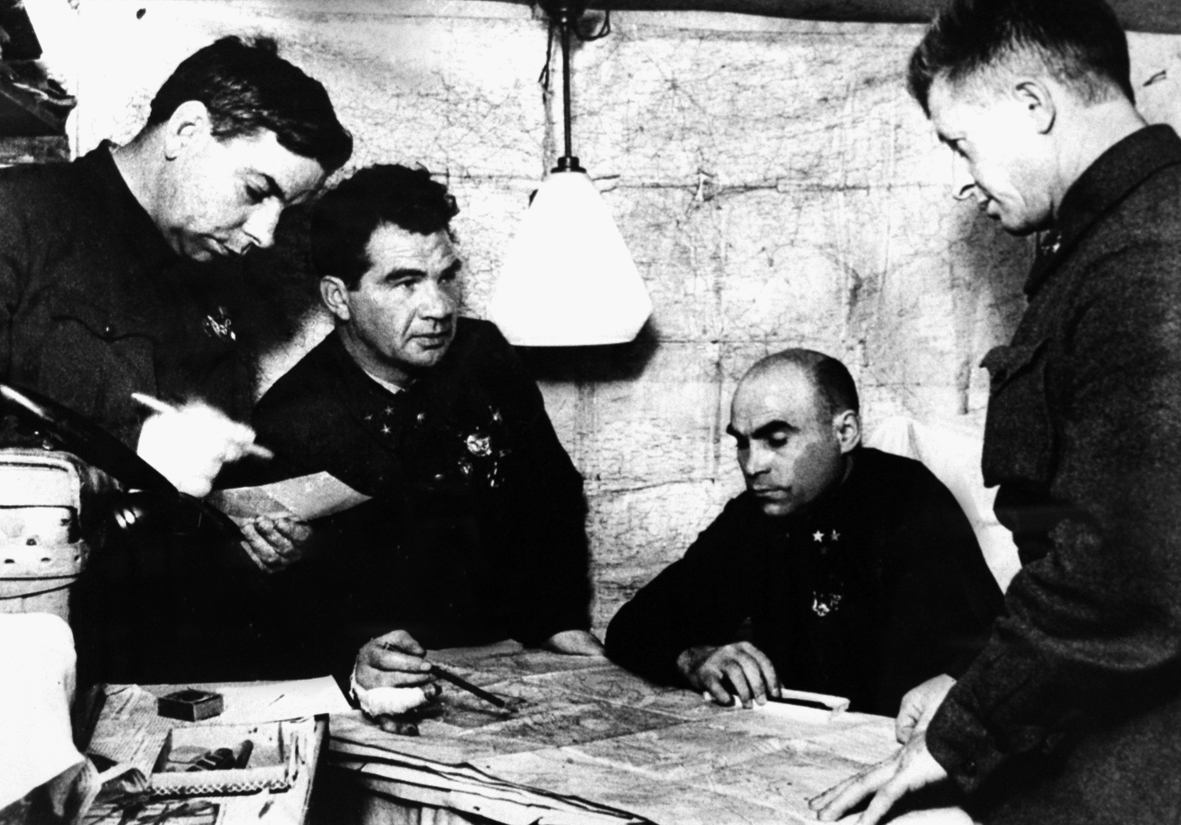
Командный пункт 62-й армии: начальник штаба армии Н. И. Крылов, командующий армией В. И. Чуйков, член Военного совета К. А. Гуров, командир 13-й гв. сд А. И. Родимцев,
декабрь 1942 года

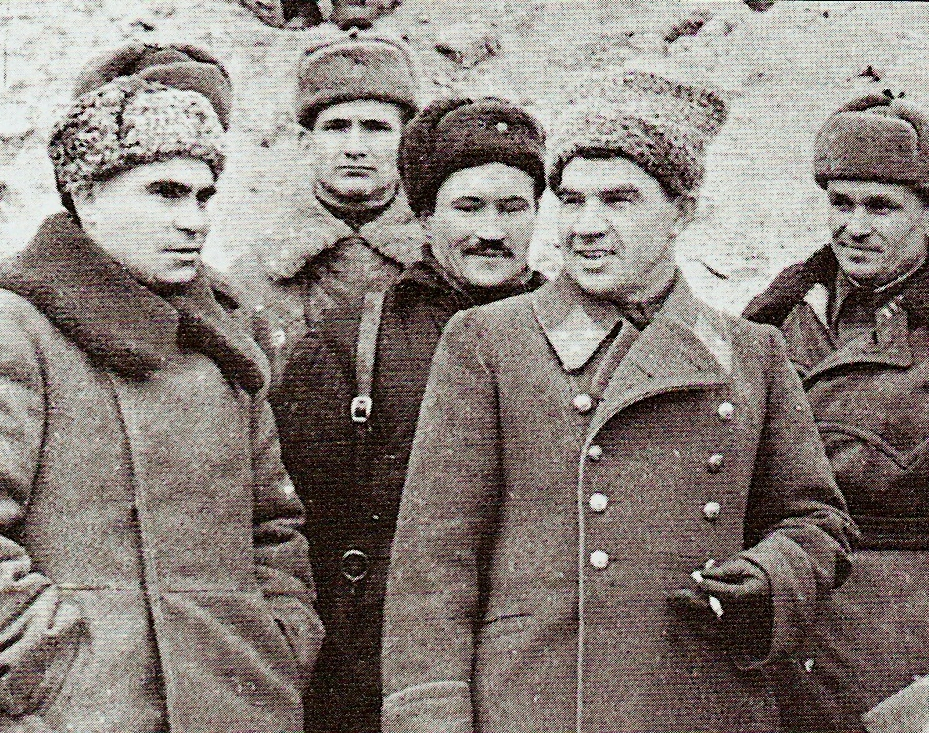
Член военного совета 62-й армии К. А. Гуров и командующий 62-й армией В. И. Чуйков. Сталинград

Из Китая генерал-лейтенант Василий Иванович Чуйков был направлен в Тулу, где формировалась армия для отправки в Сталинград. С мая 1942 года — участник Великой Отечественной войны (1941—1945). Был назначен командующим 1-й резервной армии (10 июля 1942 года преобразована в 64-ю армию).
С 22 июля — в действующей армии, командующий 64-й армией. 4 августа 1942 года отстранён от командования армией приказом командующего Сталинградским фронтом В. Н. Гордова и назначен командующим оперативной группой 64-й армии. Принимал участие в оборонительных боях на дальних подступах к Сталинграду.

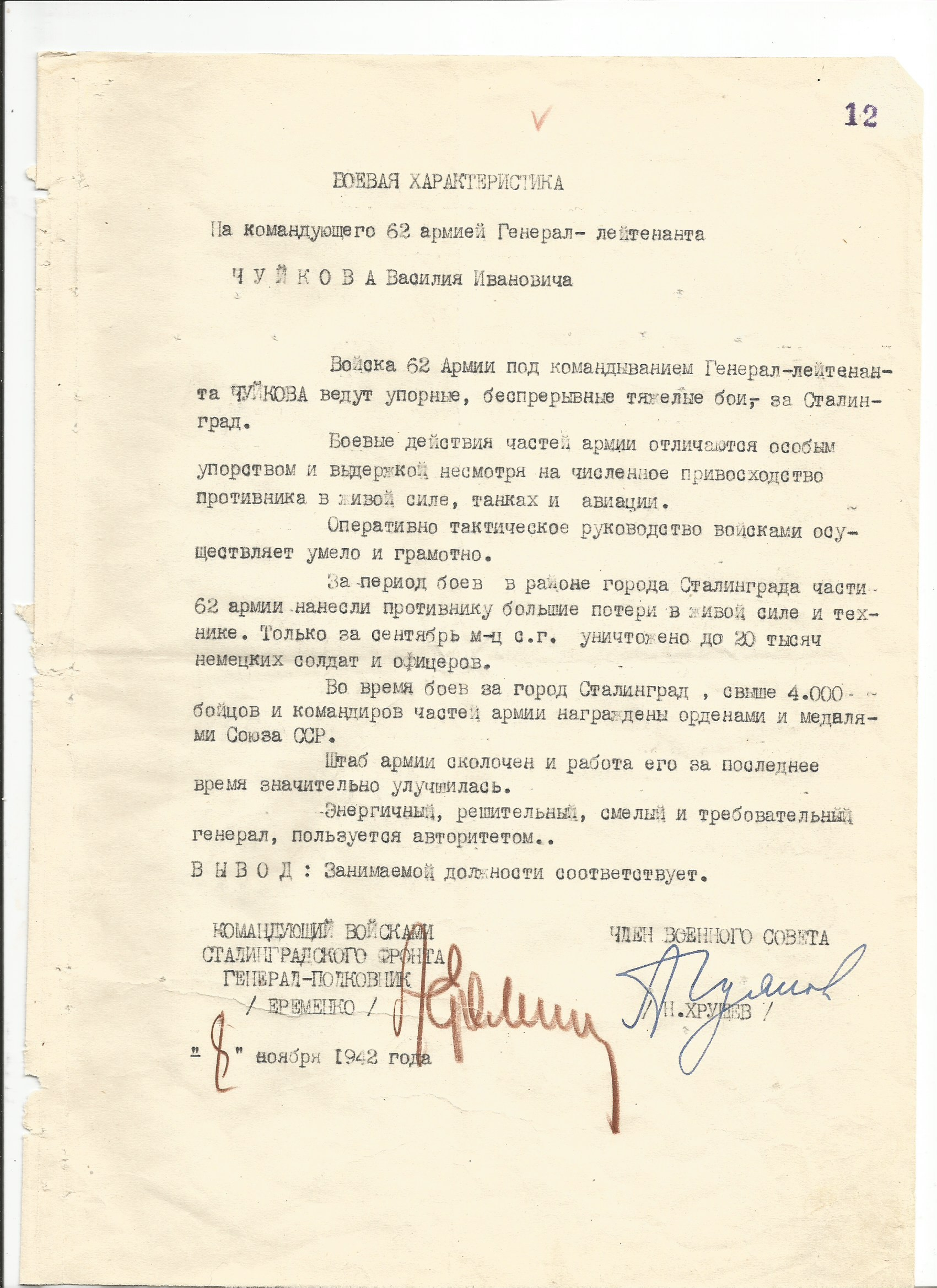
Боевая характеристика на командующего 62-й армией генерал-лейтенанта Чуйкова Василия Ивановича (от 8 ноября 1942 года).

С 12 сентября 1942 года — командующий 62-й армией РККА. В. И. Чуйков получил задачу отстоять Сталинград любой ценой. Командование фронтом считало, что Чуйкову свойственны такие положительные качества, как решительность и твёрдость, смелость и большой оперативный кругозор, высокое чувство ответственности и сознание своего долга. Армия под командованием Чуйкова прославилась героической шестимесячной обороной Сталинграда в уличных боях в полностью разрушенном городе, сражаясь на изолированных плацдармах, на берегу Волги.
К концу оборонительной операции войска армии удерживали район севернее Сталинградского тракторного завода, завода «Баррикады», отдельные цеха завода «Красный Октябрь», несколько кварталов в центре города.
В Сталинграде В. И. Чуйков вводит тактику ближнего боя. Советские и немецкие траншеи располагаются на расстоянии броска гранаты. Это затрудняет работу немецкой авиации и артиллерии, те попросту боятся попасть по своим. Несмотря на то, что превосходство 6-й полевой армии вермахта под командованием генерала танковых войск Фридриха Паулюса в живой силе очевидно, советские войска постоянно контратакуют, причём, преимущественно ночью. Это даёт возможность отбивать оставленные днём позиции. Для Красной армии бои в Сталинграде были первыми серьёзными боями в городе. С именем В. И. Чуйкова связывают и появление специальных штурмовых групп. Они первыми внезапно врывались в дома, а для перемещений использовали подземные коммуникации. Жилые дома (например, дом Павлова), руины цехов, подвалы стали неприступными бастионами, защитники которых не только оборонялись, но и переходили в контратаки. Немцы не понимали, когда и, главное, откуда ждать контрудара. Позже этот опыт пригодился В. И. Чуйкову при взятии Берлина (16 апреля — 2 мая 1945). Недаром его называли «генерал-штурм».
В самые критические периоды защиты Сталинграда войска В. И. Чуйкова не только выстояли в непрерывных боях, но и приняли активное участие при разгроме немецких войск на завершающем этапе Сталинградской битвы (17 июля 1942 — 2 февраля 1943). Оборона Сталинграда длилась 200 страшных и кровопролитных дней и ночей.
За беспримерный массовый героизм и стойкость личного состава в апреле 1943 года 62-я армия получила почётное наименование «Гвардейской» и стала именоваться 8-й гвардейской армией. Сам В. И. Чуйков за оборону Сталинграда был представлен к званию Героя Советского Союза, но в последний момент представление было изменено, и он получил Орден Суворова I степени.
Во главе 8-й гвардейской армии В. И. Чуйков воевал до последнего дня войны. В составе Юго-Западного, Южного, 1-го Белорусского фронтов 8-я гвардейская армия успешно действовала в Изюм-Барвенковской и Донбасской операциях, в битве за Днепр, Никопольско-Криворожской, Березнеговато-Снигирёвской, Одесской, Белорусской операциях и на завершающем этапе — в Висло-Одерской и Берлинской наступательной операциях.
На завершающем этапе Белорусской операции войска 8-й гвардейской армии захватили и расширили стратегически важный плацдарм на Висле (Магнушевский плацдарм).

«Особенно тяжело пришлось войскам, державшим магнушевский плацдарм. Должен прямо сказать, что отстоять его нам удалось в значительной степени потому, что обороной руководил командующий 8-й гвардейской армией Василий Иванович Чуйков. Он находился всё время там, в самом пекле.»
— Рокоссовский К. К., дважды Герой Советского Союза, Маршал Советского Союза. «Солдатский долг. Военные мемуары». —  М.: «Воениздат», 1968. С. 290—291.
В Висло-Одерской операции (12 января — 3 февраля 1945) войска 8-й гвардейской армии В. И. Чуйкова участвовали в прорыве глубоко эшелонированной обороны противника, освободили лагерь смерти нацистской Германии «Майданек» на окраине польского города Люблина, освободили город Лодзь, штурмом овладели городом-крепостью Познань, захватили плацдарм на левом берегу реки Одер и два месяца вели сражение за удержание и расширение плацдарма в районе Кюстрина.

«Для уничтожения гарнизона в Познани оставлялась часть сил 8-й гвардейской, 69-й армий и 1-й гвардейской танковой армии. Взятие Познани поручалось лично командующему 8-й гвардейской армии генералу В. И. Чуйкову. В то время считалось, что там окружено не больше 20 тысяч войск, но в действительности их оказалось более 60 тысяч…»
— Жуков Г. К., четырежды Герой Советского Союза, Маршал Советского Союза. «Воспоминания и размышления». 3-е издание. —  М.: Издательство Агентства печати «Новости», 1978. С. 259.
В Берлинской наступательной операции (16 апреля — 2 мая 1945), действуя на главном направлении 1-го Белорусского фронта, гвардейцы В. И. Чуйкова прорвали сильную оборону противника на Зееловских высотах и успешно вели боевые действия за город Берлин. Бойцы 8-й гвардейской армии под командованием дважды Героя Советского Союза генерал-полковника В. И. Чуйкова, имея за плечами богатейший опыт боёв в Сталинграде, умело вели уличные бои и в Берлине, вместе с войсками других соединений в короткий срок разгромив и заставив капитулировать Берлинский гарнизон. Именно на командном пункте В. И. Чуйкова 2 мая 1945 года начальник Берлинского гарнизона генерал Вейдлинг подписал капитуляцию немецких войск и сдался вместе с остатками гарнизона в плен.
Командующему армией В. И. Чуйкову дважды за годы Великой Отечественной войны было присвоено звание Героя Советского Союза — за выдающиеся успехи при освобождении территории Правобережной Украины и успехи в Висло-Одерской наступательной операции (12 января — 3 февраля 1945) — за штурм и взятие Познани (23 февраля 1945).
На протяжении всей воинской службы в годы Великой Отечественной войны В. И. Чуйков всегда находился на передовой, считая, что там он может как можно быстрее реагировать на ошибки противника и при малейшем провале врага в наступлении и оголении фланга немедленно наносить контрудар. Ключевым преимуществом командующего армией была именно быстрота, моментальность. Приоритетными для него были близость к противнику, желание всегда контактировать с ним, видеть его. Однажды, когда Чуйков облетал позиции над Сталинградом, его самолёт был сбит немецким «Юнкерсом» и раскололся буквально пополам, а сам командующий чудом остался в живых.

### Послевоенное время

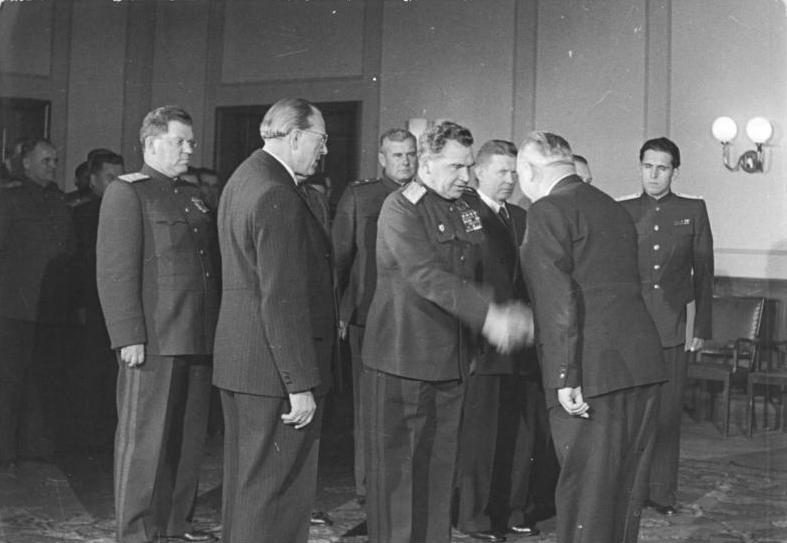
Главком ГСВГ, Главноначальствующий СВАГ Чуйков передаёт функции управления в советской зоне оккупации министру юстиции ГДР, 11 ноября 1949 года

По окончании Великой Отечественной войны Чуйков продолжал командовать до июля 1946 года 8-й гвардейской армией, которая дислоцировалась в Германии. Одновременно является главой Советской военной администрации в Тюрингии.
С июля 1946 года — заместитель, затем первый заместитель Главнокомандующего Группой советских оккупационных войск в Германии и заместитель начальника Советской военной администрации в Германии. С марта 1949 года — Главнокомандующий Группой советских оккупационных войск в Германии, одновременно, до октября 1949 года, — Главноначальствующий Советской военной администрации в Германии (СВАГ), непосредственно управлявшей Советской зоной оккупации Германии, с октября 1949 года — Председатель Советской контрольной комиссии (СКК), осуществлявшей контроль на территории образованной по окончании Великой Отечественной войны Германской Демократической Республики.

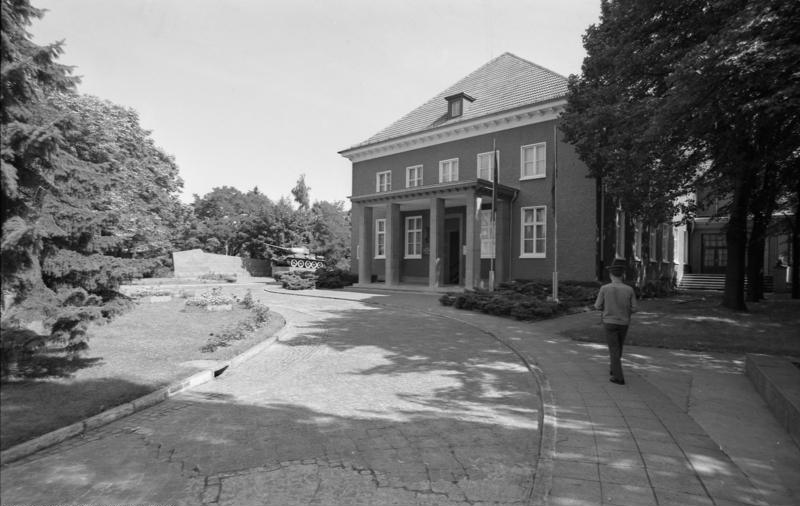
Резиденция Главноначальствующего СВАГ (председателя СКК) Чуйкова с 1949 по 1953 год в берлинском районе Карлсхорст. Ныне Германо-российский музей «Берлин-Карлсхорст»

В этой должности играет одну из ключевых ролей в разрешении Берлинского кризиса 1948—1949 годов. В общей сложности, по окончании Великой Отечественной войны, Чуйков прослужил на различных должностях, на территории Германии восемь лет.
После смерти Сталина в 1953 году отозван из Германии во внутренний военный округ. С 26 мая 1953 по апрель 1960 года Чуйков командующий войсками Киевского военного округа (совершив, тем самым, рокировку с генерал-полковником А. А. Гречко, который становится Главнокомандующим ГСВГ).
С 1960 года — Главнокомандующий Сухопутными войсками СССР — заместитель Министра обороны СССР. Это наивысшая должность, которую занимал Чуйков за годы своей службы. Являлся одним из организаторов операции «Анадырь» по скрытной доставке и размещению на острове Куба в 1962 году армейских боевых частей и подразделений, имевших на вооружении атомное оружие.
С августа 1961 года Чуйков одновременно — первый начальник только что созданной Гражданской обороны СССР.

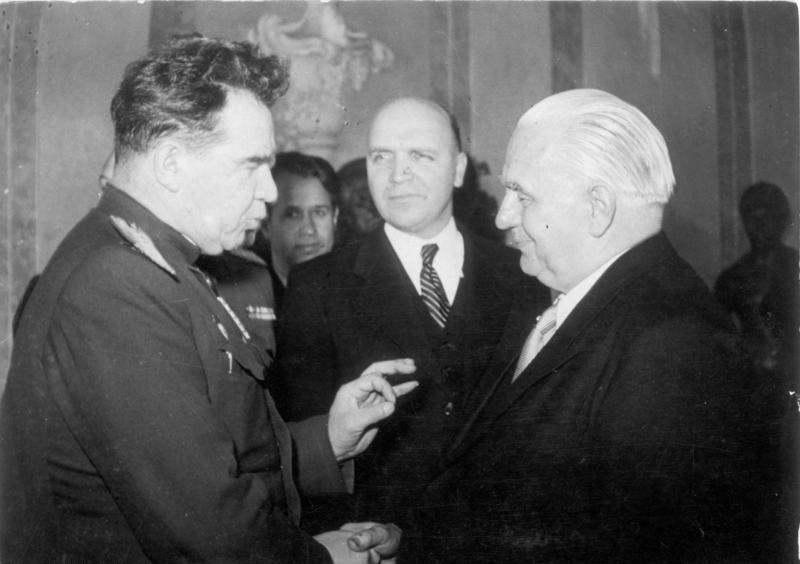
Главком ГСОВГ, Председатель СКК Чуйков и президент ГДР Вильгельм Пик,
1951 год

Им были определены основные задачи гражданской обороны — комплекс мероприятий, проводимых заблаговременно в мирное время, до наступления военных действий. А предназначение данного комплекса — защита населения и народного хозяйства от ударов противника, наносимых оружием массового поражения. По его инициативе впервые в СССР создан вуз, готовящий специалистов по гражданской обороне — Московское военное училище Гражданской обороны.
В июне 1964 года, в ходе проводимой Н. С. Хрущёвым реформы армии, ликвидации Главкомата Сухопутных войск и упразднения должности, Чуйков освобождён от исполнения обязанностей Главнокомандующего Сухопутными войсками СССР и остаётся в должности начальника Гражданской обороны СССР до 1972 года.
С 1952 года Чуйков был кандидатом в члены ЦК КПСС, а с 1961 года до конца жизни — членом ЦК КПСС. Делегат 9 съездов КПСС. Являлся депутатом Верховного Совета СССР 9 созывов, с 1946 года и до конца жизни.
Был Почётным гражданином города Берлина (с 8 мая 1965 по 29 сентября 1992 года).
4 мая 1970 года за особые заслуги, проявленные в обороне города и разгроме немецких войск в Сталинградской битве решением Волгоградского городского Совета депутатов трудящихся Чуйкову Василию Ивановичу присвоено звание «Почётный гражданин города-героя Волгограда». В послевоенные годы он проживал в посёлке Трудовая-Северная (Московской области): согласно постановлению Совета народных комиссаров СССР № 1466 «Об улучшении жилищных условий генералов и офицеров Красной армии» от 21 июня 1945 г. местные органы исполнительной власти по распоряжению И. В. Сталина обязывались предоставить военнослужащим участки для индивидуального строительства.
С июля 1972 года — генеральный инспектор Группы генеральных инспекторов Министерства обороны СССР.

### Последние годы

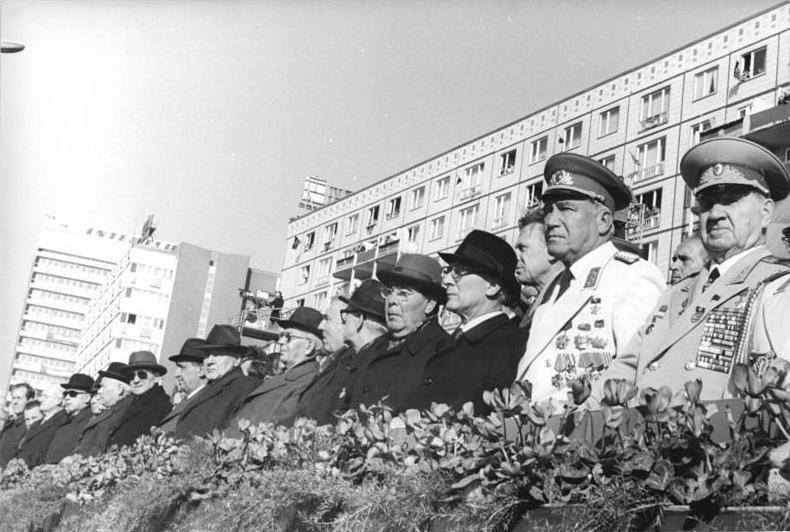
Генеральный инспектор Группы генеральных инспекторов МО СССР В. И. Чуйков (справа) на праздновании 30-летия ГДР. Берлин,
7 октября 1979 года

Василий Иванович вёл активный образ жизни — часто бывал в войсках, на учениях (в том числе в ГСВГ и в подразделениях своей родной 8-й гвардейской армии), общался с молодёжью, посещал военные училища и школы, занимался литературным трудом. Его перу принадлежит ряд воспоминаний о Великой Отечественной войне. До последних дней жизни являлся председателем совета ветеранов 62-й армии (8-й гвардейской армии).
В июле 1981 года написал письмо в ЦК КПСС:
… Чувствуя приближение конца жизни, я в полном сознании обращаюсь с просьбой: после моей смерти прах похороните на Мамаевом кургане в Сталинграде, где был организован мной 12 сентября 1942 года мой командный пункт. … С того места слышится рёв волжских вод, залпы орудий и боль сталинградских руин, там захоронены тысячи бойцов, которыми я командовал …
27 июля 1981 года. В. Чуйков.
Василий Иванович Чуйков скончался 18 марта 1982 года.
Согласно завещанию, похоронен в Волгограде на Мамаевом кургане у подножия монумента «Родина-мать», рядом с воинами своей армии, погибшими в Сталинградской битве.
Александр Чуйков, сын маршала, вспоминал, что в 1982 году, после смерти В. И. Чуйкова в его портмоне, где хранились партбилет и воинская книжка, была найдена молитва, написанная на клочке бумаги:

О могущий ночь в день превратить, а землю — в цветник. Мне всё трудное лёгким содей. И помоги мне.— 

## Воинские звания и должности
Звания:
- Полковник (1936);
- Комбриг (17.02.1938);[24]
- Комдив (23.07.1938);[25]
- Комкор (9.02.1939);[26]
- генерал-лейтенант (4.06.1940);[27]
- генерал-полковник (27.10.1943);[28]
- генерал армии (12.11.1948);[29]
- Маршал Советского Союза (11.03.1955).

Должности:
- командир бригады (с декабря 1936);
- командир корпуса (с апреля 1938);
- командующий армейской группой (с июня 1938; преобразована в армию в сентябре 1939);
- военный атташе в Китае (с декабря 1940);
- командующий армией, позже оперативной группой армии (с мая 1942);
- командующий армией (с 12.09.1942);
- заместитель главнокомандующего ГСОВГ (с 1946 по 1949 г.);
- главнокомандующий ГСОВГ (с 1949 по 1953 г.);
- главноначальствующий СВАГ (с марта по октябрь 1949 г.);
- командующий войсками Киевского военного округа (с 26.05.1953 по апрель 1960 г.);
- Главнокомандующий сухопутными войсками — заместитель министра обороны СССР (апрель 1960 — июнь 1964);
- начальник ГО СССР (1961—1972 гг.);
- генеральный инспектор Группы генеральных инспекторов МО СССР (июль 1972 — март 1982)|  | Содержимое этого раздела нуждается в чистке. Текст содержит много маловажных, неэнциклопедичных или устаревших подробностей, или не относящееся к теме статьи. Пожалуйста, улучшите статью в соответствии с правилами написания статей. (22 августа 2023) |.

## Награды и почётные звания
| - Две медали «Золотая Звезда» № 1958 и 5208 (19.03.1944, 6.04.1945); - девять орденов Ленина (26.10.1943, 19.03.1944, 21.02.1945, 11.02.1950, 11.02.1960, 11.02.1970, 11.02.1975, 21.02.1978, 11.02.1980); - орден Октябрьской Революции (22.02.1968); - четыре ордена Красного Знамени (30.04.1920, 07.01.1925, 03.11.1944, 24.06.1948); - три ордена Суворова I-й степени (28.01.1943, 23.08.1944, 29.05.1945); - орден Красной Звезды (21.05.1940); - почётное оружие (шашка) с золотым изображением Государственного герба СССР (22.02.1968); - именные золотые часы; - шестнадцать медалей СССР. | - Два ордена «За заслуги перед Отечеством» в золоте (ГДР); - большой крест ордена «Звезда дружбы народов» (ГДР); - орден «Крест Грюнвальда» 2-го класса (ПНР); - золотой крест ордена «За воинскую доблесть» (Virtuti Militari) 4 класса (ПНР); - командорский крест ордена Возрождения Польши 1-го и 2-го класса (ПНР); - орден Сухэ-Батора (МНР); - два ордена Китая; - крест «За выдающиеся заслуги» (США); - медали иностранных государств. |

### Почётные звания
- Почётный гражданин города-героя Волгограда.
- Почётный гражданин Берлина (с 8 мая 1965 по 29 сентября 1992 года).
- Почётный гражданин Запорожья.
- Почётный гражданин Улан-Удэ.
- Почетный гражданин Снежинска.

## Мнения современников
«Руководство войсками осуществляет умело и грамотно. Оперативно-тактическая подготовка хорошая. Умеет сплачивать вокруг себя подчинённых, мобилизуя их на твёрдое выполнение боевых задач. Лично энергичный, решительный, смелый и требовательный генерал. За последнее время у тов. Чуйкова нашли проявление элементы, граничащие с зазнайством и пренебрежением к противнику, что привело к благодушию и потере бдительности. Но, получив на этот счёт строгие указания, тов. Чуйков решительно изживает эти слабости. В целом генерал-полковник Чуйков боевой и решительно наступательный командарм, умеющий организовать современный прорыв обороны противника и развить его до оперативного успеха. — Командующий фронтом генерал армии Малиновский. Член военного совета генерал-лейтенант Желтов».— Боевая характеристика от 20 мая 1944 года.

«Тов. Чуйков всесторонне развитый и культурный генерал. Под его командованием армия прошла славный боевой путь от Сталинграда до Берлина, она одержала ряд серьёзных побед на р. Северный Донец, по освобождению Запорожья, в боях по форсированию рек Южный Буг, Висла, Одер и вышла к Эльбе. В прошедших боях армия показала высокую организованность, стремительность в преследовании, упорство в обороне и смелость при штурме укреплённых позиций. Тов. Чуйков в боях, независимо от сложности боевой обстановки, идет смело на рискованные решения. В боях проявляет исключительные храбрость и отвагу. В тяжелые периоды боя всегда находился на самых ответственных участках боевых действий войск армии. Настойчив, дисциплинирован, инициативен, энергичен, требователен к себе и подчинённым, смелый и храбрый, по характеру твёрдый, вспыльчивый. Заботу о подчинённых проявляет. Среди личного состава пользуется заслуженным авторитетом и уважением. Партии Ленина — Сталина и Социалистической Родине предан. — Главнокомандующий группой советских оккупационных войск в Германии Маршал Советского Союза Жуков. Член Военного совета генерал-лейтенант Телегин».— Аттестация от 28.07.1945 года.

«С нашей первой встречи на Мамаевом кургане я считал, что мне посчастливилось быть в Сталинграде начальником штаба у такого командарма, чуждого шаблонам (в той обстановке приверженность к ним могла бы погубить всё), до дерзости смелого в принятии решений, обладавшего поистине железной волей … Василий Иванович принадлежит к людям, которые выражают доброе отношение к товарищу, прежде всего, своими поступками, действиями, а не словами».— Маршал Советского Союза Крылов Н. И. Волжская твердыня.

«С Василием Ивановичем Чуйковым я встретился впервые и сразу проникся к нему глубоким уважением. Ещё в юношеские годы мне нравились люди честные, смелые, решительные, обладающие прямолинейным характером. Таким представился мне Чуйков. Был он грубоват, но на войне, тем более в условиях, в каких ему приходилось находиться, пожалуй, трудно быть другим. Только такой, как он, мог выстоять и удержать в руках эту кромку земли. Мужество и самоотверженность командарма были живым примером для подчиненных, и это во многом способствовало той стойкости, которую проявил весь личный состав армии, сражавшийся в городе за город.

На меня этот человек произвел сильное впечатление, и с первого же дня знакомства мы с ним сдружились».
— Маршал Советского Союза К. К. Рокоссовский. Солдатский долг. —  М.: Воениздат, 1968, С. 170.

«Сам командарм — воплощение энергии. Перед началом наступления он носится по плацдарму в своём вездеходе и не дай бог, если заметит непорядок: несдобровать нерадивцу. О требовательности, иногда даже о крутом нраве командарма хорошо известно всем. Но за внешней грубоватостью В. И. Чуйкова скрывается любовь к простому солдату, к своему военному ремеслу. Генерал дорожит репутацией армии, и его требовательность, горячность объясняется прежде всего стремлением выполнить поставленную задачу как можно лучше».
— Маршал бронетанковых войск М. Е. Катуков. На острие главного удара. —  М.: Воениздат, 1976, С. 341.

«Около полудня неожиданно приехал командующий 8-й гвардейской армией В. И. Чуйков. О Василии Ивановиче, его храбрости, воле, оперативном искусстве я был наслышан со времен Сталинграда, но судьба нас свела впервые… Василий Иванович попросил рассказать, как шло только что завершившееся отражение неприятельской контратаки, и осмотрел места боёв. Немногословно поблагодарив, собрался уезжать. Я предложил ему охрану — бронетранспортёр. „Перебьюсь и так“, — недовольно буркнул он и умчался на юг».
— Главный маршал бронетанковых войск А. Х. Бабаджанян.  Дороги победы. Литературная  запись Я. Садовского. Издание 2-е, исправленное и дополненное. — М.: «Молодая гвардия», 1975, С. 222.

## Семья
Жена — Чуйкова Валентина Петровна (1907—1984). До замужества Павлова. На 2 года пережила своего мужа, похоронена на Кунцевском кладбище. В гроб положили фотографию того, с кем она прожила 56 лет. На фотографии рукой маршала было написано: «Эту карточку, Валечка, возьми с собой в могилу».
Сын — Чуйков Александр Васильевич, скульптор (1946—2012).
Две дочери. Дочь Чуйкова (в замужестве Тимошенко) Нинель (Нелли) Васильевна (род. 1928). Была замужем за сыном маршала Семёна Тимошенко Константином (1930—2004).
Дочь Чуйкова Ирина Васильевна (род. 1940).

## Память

Владимир Путин возлагает цветы к могиле маршала Советского Союза В.И. Чуйкова,
2 февраля 2018 года

Мемориальный Дом-музей Василия Ивановича Чуйкова в городе Серебряные Пруды Московской области.

### Памятники и мемориальные доски
- Надгробная плита на могиле В. И. Чуйкова в Волгограде, на площади Скорби (Мамаев курган).
- Бюст в городе Серебряные Пруды на площади Чуйкова (автор — скульптор Евгений Вучетич).
- Памятник в городе Серебряные Пруды у школы им. Чуйкова (автор — сын В. И. Чуйкова, скульптор Александр Чуйков).
- Бюст В. И. Чуйкову установлен в Парке Героев в посёлке воинской славы Трудовая Северная (в городском округе Мытищи Московской области)[6].
- Памятник в Волгограде на набережной 62-й армии (автор — сын В. И. Чуйкова, скульптор Александр Чуйков)[35].
- Памятник-бюст на территории Военно-технического университета при Спецстрое России в городе Балашихе, как основателю Московского военного училища гражданской обороны СССР.
- Памятник в сквере Днепровского района Запорожья[36].
- Бюст Василию Чуйкову на Платовском проспекте в Новочеркасске, где дислоцируется штаб 8-й гвардейской армии — преемницы руководимой В. Чуйковым в годы войны 62-й армии, установлен в 2017 году[37].
- Мемориальная доска на здании МЧС России в Москве.
- Мемориальная доска в Москве, на доме 3 в Романовом переулке, где В. И. Чуйков жил с 1962 по 1982 год.
- Мемориальная доска в городе Познань (Польша) на доме, где был штаб 8-й гвардейской армии.
- Памятный знак в селе Смородино Запорожской области Украины[38].
- Имя В. И. Чуйкова увековечено в Зале Славы Центрального музея Великой Отечественной войны.
- В городе Набережные Челны установлен бюст Чуйкова.
- В 2021 году был открыт бюст Чуйкова у Первомайской кадетской школы в Туле, которая носит имя Маршала[39].

|                                                                           |                                        |                                          |                  |
| Надгробная плита на могиле В. И. Чуйкова на Мамаевом кургане в Волгограде | Памятник на улице Чуйкова в Волгограде | Мемориальная доска в г. Познань (Польша) | Бюст в Запорожье |

### Улицы
- Имя Василия Ивановича Чуйкова носит ряд улиц в населённых пунктах России, Казахстана, Украины и Белоруссии: Москве, Волгограде, Казани, Челябинске, Снежинске (Челябинская область), Уральске (Западно-Казахстанская область), Николаеве (Николаевская область), Одессе (Одесская область)[40], Горловке (Донецкая область), Лепель (Витебская область).
- Имя Василия Ивановича Чуйкова носит площадь в городе Серебряные Пруды.

### Учреждения

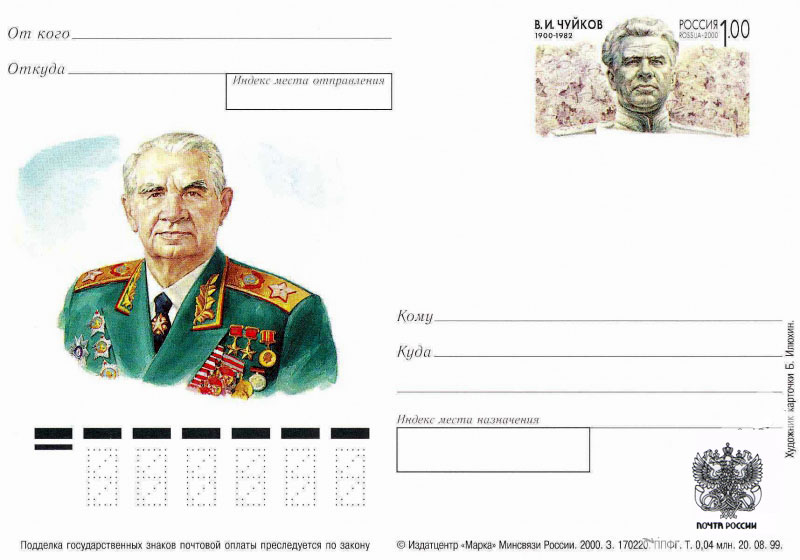
Почтовая карточка, выпущенная к 100-летию В. И. Чуйкова, 1999 год

- Пермский военный институт ракетных войск с 1982 года носил имя В. И. Чуйкова. Расформирован в 2003 году.
- Учебно-методический центр по гражданской обороне и чрезвычайным ситуациям Нижегородской области имени В. И. Чуйкова[41].
- Школа имени В. И. Чуйкова в посёлке Серебряные Пруды.
- Школа № 479 имени В. И. Чуйкова в городе Москве[42].
- Школа № 5 имени В. И. Чуйкова в городе Умань Черкасской области Украины.
- ГБОУ города Москвы «Школа на Юго-Востоке имени Маршала В. И. Чуйкова».

### Иное
- В честь маршала назван астероид (11793) Чуйковия (название утверждено в 2004 году).
- В 2012 году в честь празднования 80-летия гражданской обороны России учреждена памятная медаль МЧС России Медаль «Маршал Василий Чуйков».
- В. И. Чуйков запечатлён на почтовых марках, конвертах и карточках СССР, России и других стран.
- Танкер «Маршал Чуйков» проекта 12990, построенный в 1983 году на керченском заводе «Залив»[43] и входивший в состав флота НМП (1984—2015).
- Самолёт Аэрофлота Boeing 777-300ER с бортовым номером VQ-BFK.
- С 2002 года действует Фонд сохранения исторической памяти имени Маршала В. И. Чуйкова, которым руководит внук Василия Ивановича — Николай Владимирович Чуйков.

## В культуре и искусстве

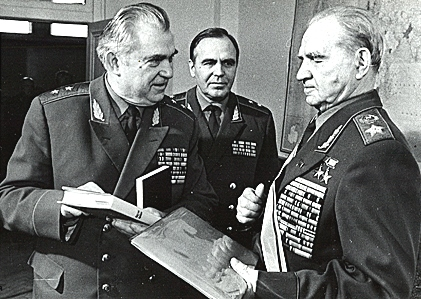
В. И. Чуйков
в Институте военной истории МО СССР

### Мемуары В. И. Чуйкова
- Чуйков В. И. Армия массового героизма. — М.: Советская Россия, Москва, 1958.
- Чуйков В. И. Закалялась молодость в боях. — 3-е изд., доп. — М.: Молодая Гвардия, 1978.
- Чуйков В. И. Миссия в Китае. — М.: Воениздат, 1983.
- Чуйков В. И. 180 дней в огне сражений. — М.: Изд-во ДОСААФ СССР, 1962.
- Чуйков В. И. Начало пути. — 2-е изд., испр. и доп. — М.: Воениздат, 1962. — 400 с. (3-е изд., испр. и доп. — Волгоград, 1967).
- Чуйков, В. И. Сражение века. — М.: Советская Россия, 1975. — 400 с.
- Чуйков В. И. В боях за Украину. Гвардейцы Сталинграда в боях против фашистских захватчиков за освобождение Советской Украины. — Киев: Политиздат Украины, 1972.
- Чуйков В. И. Гвардейцы Сталинграда идут на запад. — М.: Советская Россия, 1972. — 256 с.
- Чуйков В. И. От Сталинграда до Берлина. — М.: Воениздат, 1980. — 672 с., 22 л. ил.
- Чуйков В. И. Конец третьего рейха. — М.: Советская Россия, 1973.
- Чуйков В. И. От Пекина до Берлина. 1927—1945. (Сборник всех воспоминаний) — М., Алгоритм, 2015.

### Участие в создании памятников Сталинградской битвы
- В. И. Чуйков являлся главным военным консультантом мемориала Памятник-ансамбль «Героям Сталинградской битвы» на Мамаевом кургане в Волгограде.
- Портретные черты В. И. Чуйкова можно обнаружить в скульптуре «Стоять насмерть» на Мамаевом кургане в Волгограде[44].
- В. И. Чуйков являлся консультантом художников Студии военных художников имени М. Б. Грекова, создавших панораму «Разгром немецко-фашистских войск под Сталинградом».

### Документальные фильмы
- «Победоносный Сталинград» (1972).
- Документальная тетралогия «Солдаты Сталинграда». Фильм 1-й: «Я из 62-й». ООО «Студия СувенирФильм» Режиссёр Шутов К. А.
- Документальный фильм «Война командармов. Чуйков против Паулюса» (2013).
- Легенды армии. Василий Чуйков. ООО «ГАЛА КОНЦЕРТ» по заказу ОАО "ТРК ВС РФ «ЗВЕЗДА» (2016).

### Образ В. И. Чуйкова в кино
- Художественный фильм «Сталингра́дская би́тва», 1949 год. Режиссёр Владимир Петров. В роли В. И. Чуйкова — Народный артист СССР Николай Симонов.
- Художественный фильм «Падение Берлина», 1949 год. Режиссёр Михаил Чиаурели. В роли В. И. Чуйкова — Народный артист СССР Борис Тенин.
- Художественный фильм «Меченый атом», 1972 год. В начальных кадрах фильма В. И. Чуйков отвечает на вопрос журналистов об опасности современной войны.
- Киноэпопея «Освобождение», 1972 год. Режиссёр Юрий Озеров. В роли В. И. Чуйкова — Народный артист СССР Иван Переверзев.
- Художественный фильм «Сталинград», 1989 год. Режиссёр Юрий Озеров. В роли В. И. Чуйкова — американский актёр Пауэрс Бут. Дублировал  — Народный артист СССР Иван Переверзев.
- Художественно-документальный фильм «Великий полководец Георгий Жуков», 1995 год. Режиссёр Юрий Озеров. В роли В. И. Чуйкова — Народный артист СССР Иван Переверзев.
- Художественный фильм «Бункер», 2004 год. Режиссёр Оливер Хиршбигель. В роли В. И. Чуйкова — Заслуженный артист РФ Александр Сластин.
- Многосерийный художественный фильм «Жуков», 2012 год. Режиссёр Алексей Мурадов. В роли В. И. Чуйкова — Игорь Арташонов.
- Многосерийный художественный фильм «Жизнь и судьба», 2012 год. Режиссёр Сергей Урсуляк. В роли В. И. Чуйкова — Сергей Цепов.

### Образ В. И. Чуйкова в живописи
Образ В. И. Чуйкова запечатлён в работах советских художников:
- панорама «Разгром немецко-фашистских войск под Сталинградом» Студии военных художников имени М. Б. Грекова.
- В. И. Чуйков запечатлён на одной из картин, расположенных в Зале диорамы «Сталинградская битва. Соединение фронтов» Центрального музея Великой Отечественной войны.
- Портрет В. И. Чуйкова работы художника А. А. Горпенко.
- Картина художника И. Лукомского «Клятва на берегу Волги».

В. И. Чуйкову посвящено стихотворение «Гранитный генерал» волгоградского поэта Павла Великжанина.

## Комментарии
1. ↑  Чуйков является одним из трёх в истории Маршалов Советского Союза, похороненных за пределами Москвы — Василий Петров и Дмитрий Язов похоронены на Федеральном военном мемориальном кладбище в Мытищах (Московская область).